# تالا (أورغواي)
تالا هي بلدة صغيرة في الأوروغواي، وتقع في بلدية تحمل اسمها.

## أعلام
- فيلمار فالديز
- خوسيه أوسكار هيريرا